# Qāsemābād (ort i Hamadan)
Qāsemābād (persiska: قاسِمابادِ لَكلَك, قاسم آباد, Qāsemābād-e Laklak) är en ort i Iran.   Den ligger i provinsen Hamadan, i den nordvästra delen av landet, 300 km väster om huvudstaden Teheran. Qāsemābād ligger 1 524 meter över havet och antalet invånare är 701.
Terrängen runt Qāsemābād är kuperad västerut, men österut är den platt.Runt Qāsemābād är det ganska tätbefolkat, med 83 invånare per kvadratkilometer. Närmaste större samhälle är Asadābād, 17,9 km nordost om Qāsemābād. Trakten runt Qāsemābād består till största delen av jordbruksmark.